# Prędkość kątowa

Prędkość kątowa

Prędkość kątowa jest wielkością wektorową której kierunek pokrywa się z osią obrotu, a zwrot jest zgodny z regułą śruby prawoskrętnej

Prędkość kątowa – wielkość wektorowa opisująca ruch obrotowy (np. ruch po okręgu) ciała. Jest wektorem (pseudowektorem) leżącym na osi obrotu ciała i skierowanym zgodnie z regułą śruby prawoskrętnej.
Jeśli współrzędną kątową ciała określa kąt {\displaystyle \theta } to wartość prędkości kątowej {\displaystyle \omega } jest równa:
{\displaystyle \omega ={\frac {d\theta }{dt}}.}
Jednostką prędkości kątowej w układzie SI jest radian na sekundę:
{\displaystyle \omega =\left[\mathrm {\frac {rad}{s}} \right].}

## Związek z liniowymi wielkościami kinematycznymi
Jeżeli ciało porusza się po okręgu, to obróciwszy się o kąt {\displaystyle \theta ,} zakreśli łuk o długości:
{\displaystyle s=\theta r.}
Zależność chwilowej prędkości liniowej {\displaystyle v} ciała poruszającego się po okręgu o promieniu {\displaystyle r} od chwilowej prędkości kątowej {\displaystyle \omega } tego ciała dana jest wzorem:
{\displaystyle v={\frac {ds}{dt}}={\frac {d\theta r}{dt}}=\omega r,}
gdzie {\displaystyle s} jest długością łuku zakreślanego w czasie {\displaystyle t.}
Różniczkując powyższy związek względem czasu:
{\displaystyle {\frac {dv}{dt}}=r{\frac {d\omega }{dt}},}
{\displaystyle a_{t}=r\varepsilon ,}
gdzie {\displaystyle a_{t}} to przyspieszenie styczne ciała, a {\displaystyle \varepsilon } to przyspieszenie kątowe.
Zmiana kierunku ruchu punktu poruszającego się po okręgu wywołuje przyspieszenie dośrodkowe zwane też radialnym:
{\displaystyle a_{r}={\frac {v^{2}}{r}}=\omega ^{2}r.}

## Zapis wektorowy
W zapisie wektorowym prędkość kątowa zdefiniowana jest następująco:
{\displaystyle {\boldsymbol {\omega }}={\frac {\mathbf {r} \times \mathbf {v} }{|\mathbf {r} |^{2}}},}
co odpowiada:
{\displaystyle \mathbf {v} ={\boldsymbol {\omega }}\times \mathbf {r} ,}
czyli jako iloczyn wektorowy wektora wodzącego ciała poruszającego się ruchem obrotowym i jego prędkości liniowej (chwilowej). Stąd pochodzą wszystkie jej wyżej wymienione własności.
Przyspieszenie kątowe:
{\displaystyle {\boldsymbol {\varepsilon }}={\frac {d\omega }{dt}}.}
Jeżeli nie zmienia się promień ruchu ciała, to przyspieszenie liniowe:
{\displaystyle \mathbf {a} =\mathbf {a_{t}} +\mathbf {a_{r}} ,}
{\displaystyle \mathbf {a_{t}} =\varepsilon \times \mathbf {r} ,}
{\displaystyle \mathbf {a_{r}} =\omega \times \mathbf {v} .}